# Zadar
Zadar ([zât]ⓘ, en italiano: Zara) es una ciudad de la región de Dalmacia en la moderna Croacia. Capital del condado homónimo, en el centro-oeste del país y enfrente de las islas Ugljan y Pašman, de las que está separada por el estrecho de Zadar.

## Historia
La ciudad fue poblada hacia el 900 a. C. por los liburnios, una tribu iliria. Pasó al Imperio romano con Iliria, convirtiéndose en municipio en 59 a. C. y en colonia romana en 48 a. C. Fue la capital del distrito de Liburnia en Iliria. En el año 381 se convirtió en sede de un obispado.
Bajo el Imperio bizantino llevó el nombre de Diodora y pagaba un tributo de ciento diez piezas de oro. Tras la destrucción de Salona por los bárbaros ávaros y eslavos en el siglo VII, fue la capital de la provincia de Dalmacia, comenzando a ser llamada "Zadar".
Durante las invasiones bárbaras, las ciudades costeras de Dalmacia (entre ellas Zadar) fueron refugio de los autóctonos ilirios romanizados, que desarrollaron la lengua dálmata, una lengua neolatina que se extinguió en el siglo XIX.
Al comienzo del siglo IX o poco antes, los carolingios establecieron el protectorado en la región según se deduce de la existencia de ejemplos arquitectónicos francos. El obispo Donat de Zadar visitó a Carlomagno en Dietenhofen. En 812, por el tratado de paz de Aquisgrán, fue reconocida en el Imperio bizantino, que la conservó hasta el reinado de Basilio II el Macedonio.

### Zara veneciana
Los dálmatas neolatinos, concentrados en las principales islas dálmatas y en algunas ciudades costeras como Zadar, buscaron refugio y protección (contra los reinos croatas y húngaros del interior balcánico) en la creciente fuerza militar y económica de la República de Venecia, con la que comerciaban desde tiempos carolingios. Los venecianos la llamaron Zara, y la ciudad fue siempre de mayoría neolatina, primero de idioma dalmático y después del año 1000 de idioma veneciano, mientras que el condado alrededor ya en el siglo X estaba muy croatizado.

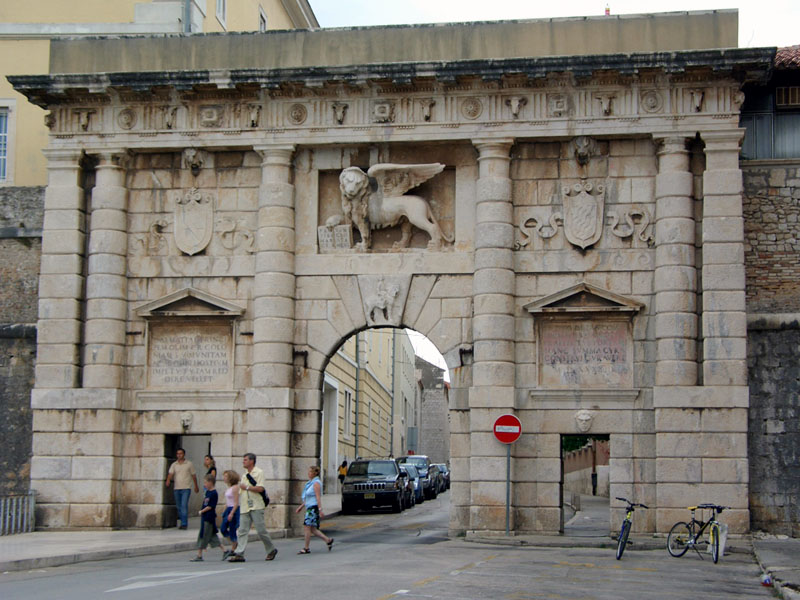
La Puerta de Zadar (o Puerta Terraferma) con el León de San Marcos, símbolo de Venecia.

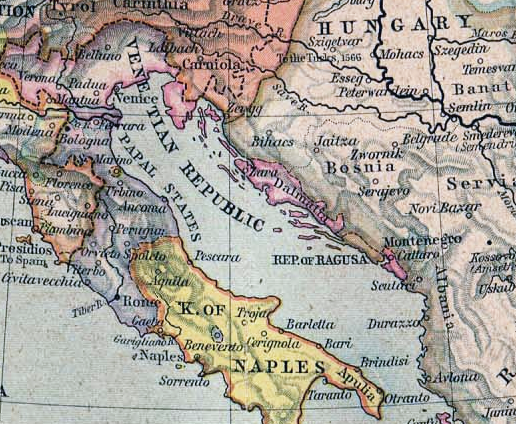
Mapa de la República de Venecia en 1560, donde Zadar aparece como la capital de la Dalmacia veneciana.

En 998 la ciudad se puso bajo protectorado veneciano para no ser dominada por los reyes croatas. Sucesivamente fue disputada diversas veces entre venecianos y húngaros, especialmente en los siglos X, XI y XII.
Las migraciones eslavas hicieron que los eslavos fuesen mayoría en el condado después del siglo XI y gobernasen la ciudad (que era todavía de mayoría neolatina), reconociendo temporalmente la soberanía del rey de Hungría en 1105.
Pero ya en 1111, Zara pasó de nuevo a Venecia y el obispado fue elevado a arzobispado en 1146; volvió a formar parte de Hungría en 1154. Venecia la dominó nuevamente de 1160 a 1183. En 1202 los venecianos, durante la cuarta cruzada, la conquistaron definitivamente tras un sangriento sitio. Los croatas del interior habían prometido un pago a los venecianos por barcos para transporte de la cruzada pero, al no poder cumplir, los venecianos desviaron los barcos a Zara. El papa Inocencio III excomulgó a los implicados, ya que el rey de Hungría había manifestado su intención de unirse a la cruzada.
La ciudad dependió eclesiásticamente de los patriarcas de Grado, Italia. El patriarca Egidio convocó al obispo Juan de Grado y otros obispos a un concilio que se celebró en Grado en 1276. El obispo Nicolás III de Zara estuvo presente en el sínodo convocado por el cardenal Guido de Santa Cecilia en Padua en 1350.
Instigada por Génova, la ciudad se rebeló dos veces (1242-1243, 1345-1346), hasta que en 1358, por el tratado de paz de Zadar, pasó a Hungría. Tras la muerte del rey Luis, la ciudad reconoció como rey a Segismundo y después a Ladislao I de Nápoles, que vendió la ciudad y sus derechos de Dalmacia a Venecia en 1409 por cien mil ducados. 
Desde entonces Zara empezó a florecer como capital de la Dalmacia veneciana, teniendo un considerable desarrollo urbanístico y artístico relacionado con el Renacimiento italiano. En 1396 fue fundada la Universidad de Zadar, a semejanza de las universidades de la península italiana. Desde 1409 hasta 1797 Venecia consiguió en los pobladores de Zara los mejores defensores de su "República".
Los venecianos limitaron su autonomía política en función de bastión del mundo católico frente a los turcos. En el siglo XVI, el interior de la región balcánica y el entorno croata pasaron al Imperio otomano: la ciudad se convirtió en una plaza fuerte veneciana y capital de sus posesiones en la costa dálmata. De 1726 a 1733 se establecieron en la ciudad muchos refugiados albaneses católicos, que crearon el barrio de Arbanasi. Numerosos prófugos eslavos (a raíz de las persecuciones musulmanas en los Balcanes) se asentaron en la Dalmacia veneciana y cambiaron la composición étnica a su favor: los dálmatas italianos desaparecieron (asimilados) de las áreas internas de Dalmacia y solo quedaron concentrados, en las ciudades de la costa ( Zara, Spalato, Traù, Sebenico y Ragusa). La ciudad más italiana quedò Zara. Tras la ocupación francesa de Venecia en 1797, por el tratado de Campo Formio Zadar pasó a Austria, fue incorporada al Reino napoleónico de Italia (1805-1809) y luego a las Provincias Ilirias, bajo administración francesa de 1810 hasta 1813, cuando pasó nuevamente a Austria. Durante la dominación austríaca fue capital de la provincia de Dalmacia y sede de la dieta provincial. 
En el siglo XIX, la ciudad fue centro del irredentismo italiano y (en menor medida) del renacer croata (el primer diario en lengua italiana y croata, el Regio Dalmata-Kraglski Dalmatin, se publicó de 1806 a 1810 durante el Reino napoleónico de Italia). En 1900 ya sobrepasaba los treinta mil habitantes, con el 70 % de latinos. En 1920 el Tratado de Rapallo asignó oficialmente la ciudad a Italia.

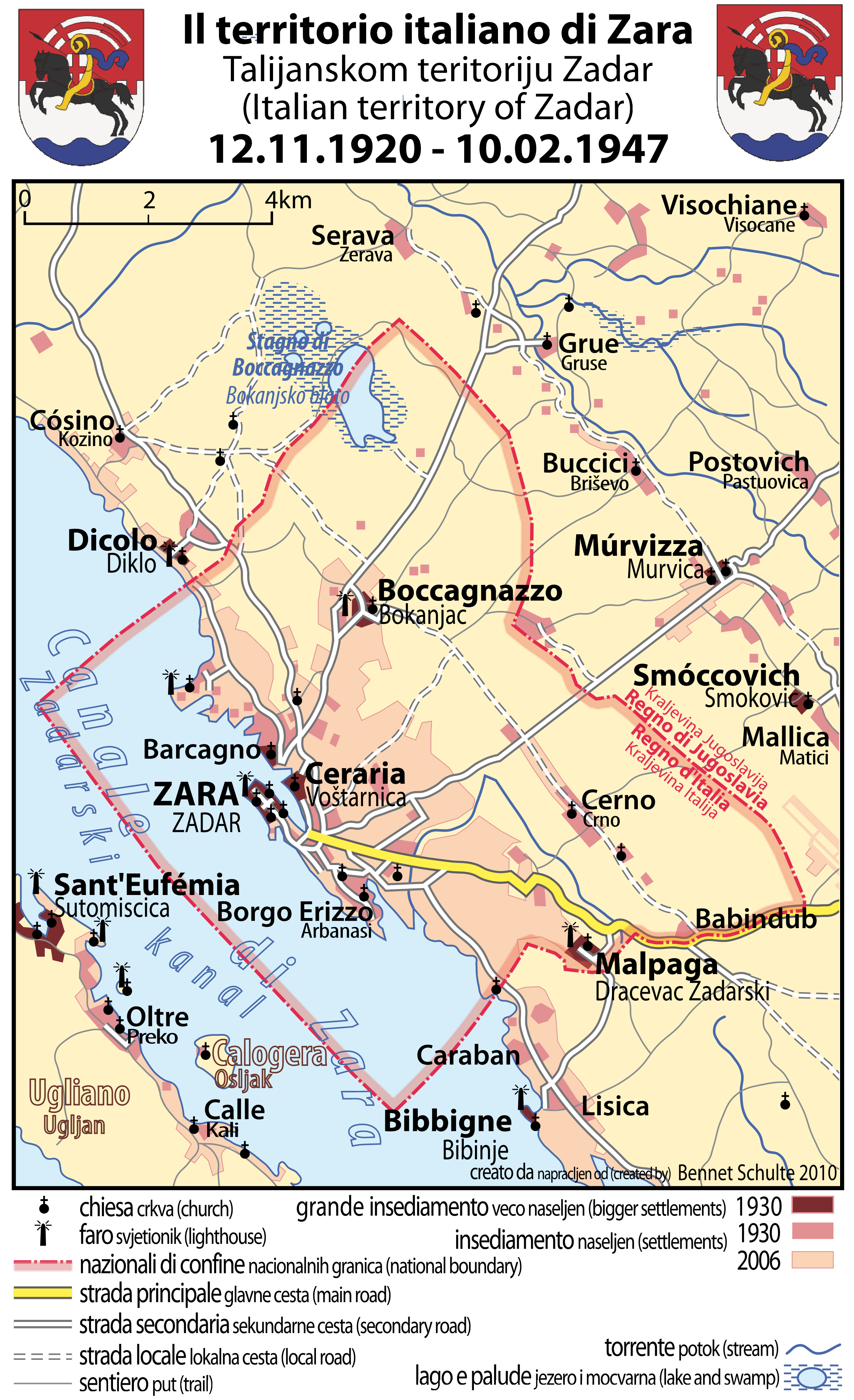
El territorio de Zadar italiana (1920-1947).

Desde 1918 hasta 1947 Zara fue italiana, capital de la provincia homónima en la Dalmacia central. La ciudad tuvo un notable desarrollo económico y desde abril de 1941 hasta septiembre de 1943 fue la capital del "Governatorato di Dalmazia", un territorio conquistado por Italia en la Segunda Guerra Mundial que incluía casi toda la Dalmacia geográfica, desde Fiume hasta Cattaro.Durante la ocupación fascista comenzó una limpieza étnica, con la italianización forzada de nombres, apellidos y toponimia de debido a estas medidas, varias etnias fueron obligadas a abandonar sus hogares como la comunidad esclava de más de 120000 personas. A partir de las leyes raciales esa persecución se agudiz el 18 de julio de 1942 se destruyó la sinagoga, y el 19 de mayo de 1943 fueron saqueados muchos negocios propiedad de eslavos, griegos, judíos, otras minorías y partisanos.
Tras la caída del régimen mussoliniano en 1943, Zadar fue sede de una guarnición alemana (aunque quedó administrada por la República de Mussolini). Siguiendo indicaciones de Tito, Zadar fue bombardeada 72 veces por las fuerzas británicas y estadounidenses. Al final de la guerra se unió a Croacia y, con ésta, a Yugoslavia, cambiando su nombre al serbocroata Zadar. Entre 1945 y 1947, la población de origen italiano fue exiliada y sus propiedades confiscadas casi en su totalidad, debido a las persecuciones.

### Zadar croata
Dentro de Yugoslavia, Zadar siguió la suerte de Croacia y se convirtió en un importante centro turístico de la costa dálmata. La ciudad, por primera vez en su historia sin mayoría neolatina, formó parte oficialmente de Yugoslavia desde 1947. 
Zadar fue la capital de uno de los distritos  de la República independiente en 1991, cuando unos disturbios antiserbios provocaron la destrucción de 350 casas y comercios de serbios de la ciudad y el ejército popular yugoslavo, junto con milicias serbias, avanzaron hacia la ciudad, que fue bombardeada y durante un año quedó aislada de Zagreb, sufriendo algunas destrucciones, inclusive de lugares históricos e iglesias. [cita requerida]
En enero de 1993, las fuerzas croatas asumieron el control de los alrededores de Zadar (pero aún sufrió algunos ataques hasta que la guerra acabó en 1995).
De la ciudad antigua quedan pocos restos (después de los bombardeos Aliados de 1944) y los únicos apreciables son la llamada Puerta de San Chrysogono, que probablemente fue comprada a otra ciudad (Aenona), la Puerta de Zadar (llamada también Puerta Terraferma) hacia el interior de Dalmacia y la iglesia de San Donato de Zadar en el área del Foro Romano.
La presencia católica siempre ha sido importante en la ciudad: el arzobispo Godeassi estuvo en el sínodo de Viena en 1849, y el arzobispo Pedro Alejandro Maupas en el Concilio Vaticano I, ambos nacidos en Zadar.
Actualmente la ciudad de Zadar presenta una abrumadora mayoría de población de etnia croata, que en el censo del 2001 fue cifrada en 67.457 personas sobre un total de 72.718 habitantes, número que ha aumentado a partir de entonces tanto en términos globales como de porcentaje. La segunda nacionalidad más presente son los serbios con un total de 2.382 individuos, mientras que los italianos apenas suman 89, quedando detrás también de los albaneses (406), eslovenos (185), bosnios (bosniacos) (123) y montenegrinos (100).

### Zadar y los dálmatas italianos
La ciudad de Zadar fue el último reducto donde se concentraron los dálmatas italianos en Dalmacia.
La ciudad fue siempre en su historia de mayoría neolatina: primero con los dálmatas italianos autóctonos de Idioma dalmático, y luego con la República de Venecia. Zadar fue también parte del Reino de Italia, como capital de la provincia homónima (1918-1947) y como la capital regional del Governatorato di Dalmazia (1941-1943).
Según el libro I censimenti della popolazione dell'Istria, con Fiume e Trieste e di alcune città della Dalmazia tra il 1850 e il 1936 de Guerrino Perselli (Centro di Ricerche Storiche - Rovigno, Unione Italiana - Fiume, Università Popolare di Trieste, Trieste-Rovigno, 1993) Zadar tenía estas estadísticas poblacionales: 
- 1890: italianos 7423 (68,7%), serbocroatas 2652 (24,6%), alemanes 561, otros 164, total: 10800
- 1900: italianos 9018 (73,3%), serbocroatas 2551 (20,7%), alemanes 582, otros 150, total: 12300
- 1910: italianos 9318 (69,3%), serbocroatas 3532 (26,3%), alemanes 397, otros 191, total 13438
- 1941: italianos 20300 (90.4%), serbocroatas 1900 (9.1%), alemanes 50, otros 350, total 22600

La ciudad de Zadar, por exclusivas razones políticas impuestas por Josip Broz Tito, fue arrasada por bombardeos aéreos de los Aliados en 1943 y 1944, y por eso fue llamada la "Dresde italiana". Casi el 30% de la población civil italiana de la ciudad pereció a causa de los ataques hechos principalmente con bombas incendiarias.
En 1947 la ciudad adquirió oficialmente el nombre croata de Zadar, que hoy en día es el único oficial, y empezó a tener una población de mayoría croata, hasta llegar a la población actual, donde ya solo representa el 0,12% del total de la ciudad.

## Demografía
En el censo 2011 el total de población de la ciudad fue de 75 062 habitantes, distribuidos en las siguientes localidades:
- Babindub - 31
- Brgulje - 48
- Crno - 537
- Ist - 182
- Kožino - 815
- Mali Iž - 215
- Molat - 107
- Olib - 140
- Petrčane - 601
- Premuda - 64
- Rava - 117
- Silba - 292
- Veli Iž - 400
- Zadar - 71 471
- Zapuntel- 42

| Gráfica de población de Zadar 1857-2011                             |
|                                                                     |
| Según los censos de población de la oficina estadística de Croacia. |

## Geografía
Zadar se enfrenta a las islas de Ugljan y Pašman, de las cuales está separada por el estrecho de Zadar. El promontorio en el que se encuentra la antigua ciudad solía estar separado del continente por un foso profundo que se ha llenado desde entonces. El puerto, al noreste de la ciudad, es seguro y espacioso.

### Clima
Zadar está en el límite entre clima subtropical húmedo y mediterráneo (según la Cfa y Csa respectivamente) ya que solo un mes de verano tiene menos de 40 milímetros (1.6 pulg.) de lluvia, lo que evita que se clasifique como únicamente subtropical húmedo o mediterráneo. Zadar tiene inviernos suaves y húmedos y veranos muy cálidos y húmedos. El promedio anual de lluvia es superior a 917 mm (36.10 In). Julio y agosto son los meses más calurosos, con una temperatura promedio alta de alrededor de 29–30 °C (84–86 °F). La temperatura más alta jamás alcanzada fue de 39.7 °C (103 °F) el 4 de agosto de 2017, rompiendo el récord anterior de 39.0 °C (102 °F) establecido en julio de 2015. Las temperaturas pueden alcanzar los 30 °C (86 °F) durante los meses de verano, pero durante la primavera y el otoño también pueden alcanzar los 30 °C casi todos los años. Las temperaturas por debajo de 0 °C (32 °F) son raras y no se mantienen por más de unos pocos días. Enero es el mes más frío, con una temperatura promedio de alrededor de 7.7 °C (46 °F). El 23 de enero de 1963 se registró la temperatura más baja en Zadar, −9.1 °C (15.6 °F). Hasta julio y agosto, la temperatura nunca ha descendido por debajo de 10 °C (50 °F). Octubre y noviembre son los meses más húmedos, con una precipitación total de aproximadamente 114 y 119 mm (4.49 y 4.69 in) respectivamente. Julio es el mes más seco, con una precipitación total de alrededor de 35 mm (1.38 pulgadas). El invierno es la estación más húmeda, sin embargo, puede llover en Zadar en cualquier época del año. La nieve es extremadamente rara, pero puede caer en diciembre, enero, febrero y mucho más en marzo. En promedio, Zadar tiene 1.4 días de nieve al año, pero es más probable que la nieve no caiga. También la temperatura del mar es de 10 °C (50 °F) en febrero a 25 °C (77 °F) en julio y agosto, pero es posible nadar desde mayo hasta octubre, a veces incluso en noviembre. A veces, en febrero, la temperatura del mar puede bajar a solo 7 °C (45 °F) y en julio exceder los 29 °C (84 °F).
| Parámetros climáticos promedio de Zadar (Puntamika Borik, 1971−2000 normales, extremas 1961−2020) | Parámetros climáticos promedio de Zadar (Puntamika Borik, 1971−2000 normales, extremas 1961−2020) | Parámetros climáticos promedio de Zadar (Puntamika Borik, 1971−2000 normales, extremas 1961−2020) | Parámetros climáticos promedio de Zadar (Puntamika Borik, 1971−2000 normales, extremas 1961−2020) | Parámetros climáticos promedio de Zadar (Puntamika Borik, 1971−2000 normales, extremas 1961−2020) | Parámetros climáticos promedio de Zadar (Puntamika Borik, 1971−2000 normales, extremas 1961−2020) | Parámetros climáticos promedio de Zadar (Puntamika Borik, 1971−2000 normales, extremas 1961−2020) | Parámetros climáticos promedio de Zadar (Puntamika Borik, 1971−2000 normales, extremas 1961−2020) | Parámetros climáticos promedio de Zadar (Puntamika Borik, 1971−2000 normales, extremas 1961−2020) | Parámetros climáticos promedio de Zadar (Puntamika Borik, 1971−2000 normales, extremas 1961−2020) | Parámetros climáticos promedio de Zadar (Puntamika Borik, 1971−2000 normales, extremas 1961−2020) | Parámetros climáticos promedio de Zadar (Puntamika Borik, 1971−2000 normales, extremas 1961−2020) | Parámetros climáticos promedio de Zadar (Puntamika Borik, 1971−2000 normales, extremas 1961−2020) | Parámetros climáticos promedio de Zadar (Puntamika Borik, 1971−2000 normales, extremas 1961−2020) |
| Mes                                                                                               | Ene.                                                                                              | Feb.                                                                                              | Mar.                                                                                              | Abr.                                                                                              | May.                                                                                              | Jun.                                                                                              | Jul.                                                                                              | Ago.                                                                                              | Sep.                                                                                              | Oct.                                                                                              | Nov.                                                                                              | Dic.                                                                                              | Anual                                                                                             |
| ------------------------------------------------------------------------------------------------- | ------------------------------------------------------------------------------------------------- | ------------------------------------------------------------------------------------------------- | ------------------------------------------------------------------------------------------------- | ------------------------------------------------------------------------------------------------- | ------------------------------------------------------------------------------------------------- | ------------------------------------------------------------------------------------------------- | ------------------------------------------------------------------------------------------------- | ------------------------------------------------------------------------------------------------- | ------------------------------------------------------------------------------------------------- | ------------------------------------------------------------------------------------------------- | ------------------------------------------------------------------------------------------------- | ------------------------------------------------------------------------------------------------- | ------------------------------------------------------------------------------------------------- |
| Temp. máx. abs. (°C)                                                                              | 17.4                                                                                              | 21.2                                                                                              | 22.5                                                                                              | 26.5                                                                                              | 32.0                                                                                              | 35.1                                                                                              | 39.0                                                                                              | 39.7                                                                                              | 34.1                                                                                              | 27.2                                                                                              | 25.0                                                                                              | 18.7                                                                                              | 39.7                                                                                              |
| Temp. máx. media (°C)                                                                             | 10.8                                                                                              | 11.3                                                                                              | 13.6                                                                                              | 16.6                                                                                              | 21.3                                                                                              | 25.2                                                                                              | 28.2                                                                                              | 28.2                                                                                              | 24.3                                                                                              | 20.0                                                                                              | 15.1                                                                                              | 11.9                                                                                              | 18.9                                                                                              |
| Temp. media (°C)                                                                                  | 7.3                                                                                               | 7.5                                                                                               | 9.7                                                                                               | 12.9                                                                                              | 17.5                                                                                              | 21.3                                                                                              | 23.9                                                                                              | 23.7                                                                                              | 19.9                                                                                              | 15.9                                                                                              | 11.4                                                                                              | 8.5                                                                                               | 14.9                                                                                              |
| Temp. mín. media (°C)                                                                             | 4.3                                                                                               | 4.3                                                                                               | 6.3                                                                                               | 9.3                                                                                               | 13.5                                                                                              | 17.0                                                                                              | 19.3                                                                                              | 19.3                                                                                              | 16.0                                                                                              | 12.5                                                                                              | 8.3                                                                                               | 5.5                                                                                               | 11.3                                                                                              |
| Temp. mín. abs. (°C)                                                                              | −9.1                                                                                              | −6.4                                                                                              | −6.8                                                                                              | 0.5                                                                                               | 3.4                                                                                               | 8.2                                                                                               | 12.7                                                                                              | 11.5                                                                                              | 8.0                                                                                               | 2.3                                                                                               | −1.8                                                                                              | −6.5                                                                                              | −9.1                                                                                              |
| Precipitación total (mm)                                                                          | 72.6                                                                                              | 62.5                                                                                              | 63.5                                                                                              | 70                                                                                                | 64.7                                                                                              | 54.4                                                                                              | 30.4                                                                                              | 49.6                                                                                              | 104                                                                                               | 106.7                                                                                             | 105.6                                                                                             | 95.2                                                                                              | 879.2                                                                                             |
| Días de precipitaciones (≥ 0.01 mm)                                                               | 10.0                                                                                              | 8.5                                                                                               | 8.9                                                                                               | 10.4                                                                                              | 9.5                                                                                               | 8.2                                                                                               | 5.3                                                                                               | 5.9                                                                                               | 8.7                                                                                               | 9.8                                                                                               | 11.2                                                                                              | 10.4                                                                                              | 106.8                                                                                             |
| Días de nevadas (≥ 0.1 cm)                                                                        | 0.5                                                                                               | 0.2                                                                                               | 0.1                                                                                               | 0                                                                                                 | 0                                                                                                 | 0                                                                                                 | 0                                                                                                 | 0                                                                                                 | 0                                                                                                 | 0                                                                                                 | 0                                                                                                 | 0.2                                                                                               | 1.1                                                                                               |
| Horas de sol                                                                                      | 114.7                                                                                             | 146.9                                                                                             | 186.0                                                                                             | 207.0                                                                                             | 275.9                                                                                             | 303.0                                                                                             | 350.3                                                                                             | 322.4                                                                                             | 246.0                                                                                             | 182.9                                                                                             | 123.0                                                                                             | 108.5                                                                                             | 2566.6                                                                                            |
| Fuente: Croatian Meteorological and Hydrological Service                                          |                                                                                                   |                                                                                                   |                                                                                                   |                                                                                                   |                                                                                                   |                                                                                                   |                                                                                                   |                                                                                                   |                                                                                                   |                                                                                                   |                                                                                                   |                                                                                                   |                                                                                                   |

## Lugares de interés
- Iglesia de San Donato de Zadar
- Catedral de Zadar
- Iglesia de Santa María de Zadar
- Foro romano
- Puerta Terraferma
- Órgano de mar
- Saludo al Sol
- Kalelarga
- Plaza de los Cinco Cubos
- Puerta de Arena (parte de las antiguas murallas)